# Pavlivske, Bilopillea
Pavlivske (în ucraineană Павлівське) este un sat în comuna Kuianivka din raionul Bilopillea, regiunea Sumî, Ucraina.

## Demografie
Componența lingvistică a localității Pavlivske
     Ucraineană (100%)
Conform recensământului din 2001, toată populația localității Pavlivske era vorbitoare de ucraineană (100%).